# Liste der Kulturdenkmale in Untermaßfeld
Die Liste der Kulturdenkmale in Untermaßfeld umfasst die als Ensembles, Straßenzüge und Einzeldenkmale erfassten Kulturdenkmale in der thüringischen Gemeinde Untermaßfeld.
Die Angaben in der Liste ersetzen nicht die rechtsverbindliche Auskunft der zuständigen Denkmalschutzbehörde.

## Legende
- Bild: zeigt ein Bild des Kulturdenkmals und gegebenenfalls einen Link zu weiteren Fotos des Kulturdenkmals im Medienarchiv Wikimedia Commons
- Bezeichnung: Name, Bezeichnung oder die Art des Kulturdenkmals
- Lage: Wenn vorhanden Straßenname und Hausnummer des Kulturdenkmals; Grundsortierung der Liste erfolgt nach dieser Adresse. Der Link Karte führt zu verschiedenen Kartendarstellungen und nennt die Koordinaten des Kulturdenkmals.
 Kartenansicht, um Koordinaten zu setzen – in dieser Kartenansicht sind Kulturdenkmale ohne Koordinaten mit einem roten bzw. orangen Marker dargestellt und können in der Karte gesetzt werden. Kulturdenkmale ohne Bild sind mit einem blauen bzw. roten Marker gekennzeichnet, Kulturdenkmale mit Bild mit einem grünen bzw. orangen Marker.
- Datierung: gibt das Jahr der Fertigstellung beziehungsweise das Datum der Erstnennung oder den Zeitraum der Errichtung an
- Beschreibung: bauliche und geschichtliche Einzelheiten des Kulturdenkmals, vorzugsweise die Denkmaleigenschaften
- ID: Die ID identifiziert das Kulturdenkmal eindeutig. In Thüringen sind aktuell keine IDs veröffentlicht. In der ID-Spalte kann sich auch folgendes Icon  befinden, dies führt zu Angaben zu diesem Kulturdenkmal bei Wikidata.

## Ensemble
| Bild | Bezeichnung                            | Lage                                        | Datierung | Beschreibung | ID |
| ---- | -------------------------------------- | ------------------------------------------- | --------- | ------------ | -- |
| BW   | Kellerhaus                             | Untermaßfeld, Henneberger Straße (Karte)    |           |              |    |
| BW   | Friedhof einschließlich Friedhofshalle | Untermaßfeld, Henneberger Straße 11 (Karte) |           |              |    |

## Einzeldenkmale in Untermaßfeld
| Bild                                    | Bezeichnung                   | Lage                                          | Datierung | Beschreibung                                                     | ID |
| --------------------------------------- | ----------------------------- | --------------------------------------------- | --------- | ---------------------------------------------------------------- | -- |
| BW                                      | Villa                         | Amalienruherstr. 4 (Karte)                    |           | Villa samt Innenausstattung und mit Nebengebäude und Garten      |    |
| BW                                      | Wegweiserstein                | Am Steigrain (Karte)                          |           |                                                                  |    |
| BW                                      | Wohnhaus                      | Ernst-Thälmann-Straße 4 (Karte)               |           |                                                                  |    |
| BW                                      | Wohnhaus                      | Ernst-Thälmann-Straße 6 (Karte)               |           |                                                                  |    |
| BW                                      | Gehöft                        | Ernst-Thälmann-Straße 19 (Karte)              |           |                                                                  |    |
| BW                                      | Friedhof                      | Henneberger Straße (Karte)                    |           |                                                                  |    |
| BW                                      | Friedhofshalle                | Henneberger Straße (Karte)                    |           |                                                                  |    |
| weitere Bilder Fotos hochladen          | Sowjetischer Ehrenfriedhof    | Henneberger Straße (Karte)                    |           |                                                                  |    |
| weitere Bilder Fotos hochladen          | Sowjetisches Ehrenmal         | Henneberger Straße (Karte)                    |           |                                                                  |    |
| Fotos hochladen                         | Gedenkstein Fuhrmanns Unglück | Henneberger Straße, auf dem Friedhof (Karte)  |           |                                                                  |    |
| Fotos hochladen                         | Werrabrücke                   | Untermaßfeld, Karl-Marx-Straße o. Nr. (Karte) |           |                                                                  |    |
| BW                                      | Gasthof „Zum Stern“           | Karl-Marx-Straße 1 (Karte)                    |           |                                                                  |    |
| weitere Bilder Fotos hochladen          | Evangelische Kirche           | Karl-Marx-Straße 2b (Karte)                   |           | Kirche samt künstlerischer Ausstattung, Kirchhof und Einfriedung |    |
| weitere Bilder Fotos hochladen          | Wasserschloss Maßfeld         | Karl-Marx-Straße 8 (Karte)                    |           | Wasserburg                                                       |    |
| BW                                      | Transformatorenstation        | Platz der Einheit (Karte)                     |           |                                                                  |    |
| BW                                      | Gehöft                        | Platz der Einheit 5 (Karte)                   |           | Kleingehöft samt Innenausstattung                                |    |
| BW                                      | Scheune                       | Schillerweg 5 (Karte)                         |           | mit Innenausstattung                                             |    |
| BW                                      | Kulturhaus                    | Teichstraße 11 (Karte)                        |           | Kulturhaus samt Innenausstattung und Umfriedungsmauer            |    |
| BW                                      | Schule                        | Theodor-Neubauer-Straße 4 (Karte)             |           | Schule samt Innenausstattung                                     |    |
| Direkt Bild zu diesem Denkmal hochladen | Strommast                     | Werrastraße o. Nr., vor Villa Reichenbach     |           |                                                                  |    |
| BW                                      | Pfarrhaus                     | Werrastraße 1 (Karte)                         |           | mit Garten                                                       |    |
| BW                                      | Wohnhaus                      | Werrastraße 6 (Karte)                         |           | Wohnhaus                                                         |    |
| BW                                      | Nebengebäude                  | Werrastraße 6 (Karte)                         |           |                                                                  |    |

## Ehemalige Kulturdenkmale
| Bild                                    | Bezeichnung               | Lage                          | Datierung | Beschreibung                           | ID |
| --------------------------------------- | ------------------------- | ----------------------------- | --------- | -------------------------------------- | -- |
| Direkt Bild zu diesem Denkmal hochladen | Historischer Ortskern     | Koordinaten fehlen! Hilf mit. |           |                                        |    |
| Direkt Bild zu diesem Denkmal hochladen | Villa „Haus am Bildstein“ | Koordinaten fehlen! Hilf mit. |           | Villa samt Innenausstattung und Garten |    |